# Bataille de Chinkiang
Première guerre de l'opium
Batailles
m
- Kowloon
- Chuanbi (1re)
- Chusan (1re)
- Barrière
- Chuanbi (2e)
- Bogue
- Première barre
- Whampoa
- Broadway
- Canton (1re)
- Canton (2e)
- Sanyuanli
- Amoy
- Chusan (2e)
- Chinhai
- Ningpo
- Tzeki
- Chapu
- Woosung
- Chinkiang
- Nerbudda

La bataille de Chinkiang (镇江之战, Battle of Chinkiang)  oppose les forces britanniques et chinoises le 21 juillet 1842 lors de la première guerre de l'opium. C'est la dernière grande bataille du conflit.
Après leur capture de Canton, puis leur série de victoires dans la province du Zhejiang à Chusan, Chinhai, Ningpo, Tzeki et Chapu, et enfin leur capture de Shanghai le 19 juin, les Britanniques font toujours face au refus de la cour impériale chinoise, trompée par les rapports mensongers de ses généraux, de conclure une paix. Ils décident alors de se diriger vers Nankin et attaquent pour cela la ville de Chinkiang qui se trouve sur la route.
Défendue par une garnison de Mandchoues et de Mongols, la ville tombe rapidement face aux troupes commandées par Hugh Gough. Le futur maréchal britannique Colin Campbell participe au combat à la tête du 98e régiment d'infanterie. Après la bataille, un suicide de masse est commis par les bannerets mandchous qui défendaient la cité.
En plus d'ouvrir la route de Nankin, la prise de la ville, située à la confluence du Grand Canal et du Yangzi Jiang, permet également de bloquer le fonctionnement du « système de Caoyun », un réseau de transport vital pour le déplacement du grain dans tout l'empire. En conséquence, l'empereur Daoguang décide enfin de proposer la paix aux Britanniques selon leurs conditions et accepte de signer le traité de Nankin qui met fin à la guerre. L'armée chinoise s'est vue durant ce conflit totalement dépassée par la supériorité technique des Britanniques, et fut incapable de remporter la moindre victoire.

## Contexte
Chinkiang se situe à l'intersection du Yangzi Jiang et du Grand Canal. La ville est un important centre commercial et est régulièrement tenue par une garnison de 1 185 banneret mandchous. Ceux-ci sont renforcés de 400 hommes début 1842 après de nouvelles défaites contre les Britanniques. En juillet 1842, 6 300 soldats et miliciens supplémentaires sont amenés en renfort. Le commandant militaire de la ville, Hai Ling, avait conseillé l'envoi des renforts supplémentaires avec de l'artillerie et des fortifications, mais s'est vu opposer un refus par le gouverneur provincial Niu Jian. Le 13 juillet, il passe brièvement à Chinkiang et ordonne une attaque avec environ 150 petits bateaux sur les navires britanniques ancrés au large de la ville. L'attaque échoue et, le 15 juillet, Hai Ling fait fermer les portes et déclare l'état de siège. Sous le règne de Hai Lin sur la ville, les tensions entre les Chinois Han et Mandchous augmentent. Le commandant militaire demande à ses soldats de traquer les traîtres présumés et fait publiquement exécuter au moins treize Chinois Han pour trahison.
Après la bataille de Woosung en juin 1842, qui permet aux Britanniques d'occuper Shanghai, le corps expéditionnaire britannique se prépare à la poursuite de l'avancée vers Nankin via Chinkiang à partir de début juillet. Le commandant en chef Henry Pottinger attend que des renforts arrivent d'Inde britannique. Le 20 juillet 1842, la partie britannique rassemble 23 navires de guerre conventionnels, dix navires de guerre à vapeur et environ 7 000 soldats sur 51 navires de transport. Le déploiement de la force navale britannique commence au début de juillet 1842 et s'achève le 20 juillet.

## Bataille

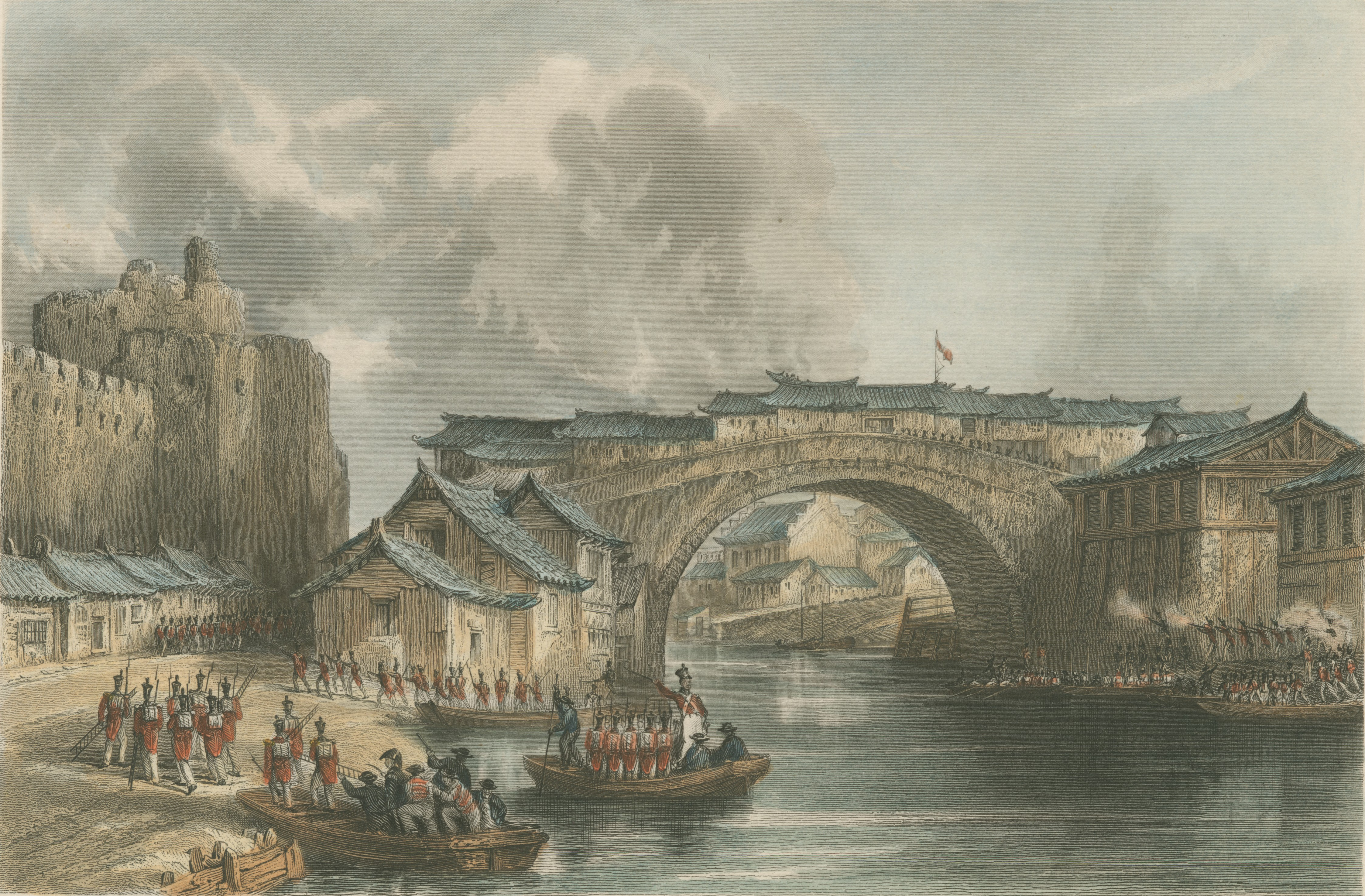
Les troupes britanniques débarquant à la porte ouest de la ville.

À la mi-juillet, les navires britanniques se concentrent sur Chinkiang et bloquent la route entre le Yangzi Jiang et le Grand Canal. Le matin du 21 juillet, les Britanniques attaquent la ville de trois directions avec quatre brigades. Avec le soutien d'une brigade d'artillerie, 2 310 soldats de la première brigade attaquent l'armée Qing défendant l'extérieur de Chinkiang. 1 832 soldats de la deuxième brigade attaquent la porte ouest avec le soutien de la marine, et 2 155 soldats de la troisième brigade attaquent la porte nord. À ce moment, il y a 1 583 bannerets à Chinkiang et 2 700 soldats de l'Armée de l'Étendard vert dans la banlieue sud-ouest. L'Armée de l'étendard vert avait été transférée d'autres provinces après l'attaque du fort à l'extérieur de la ville. Ces troupes, qui ont été temporairement concentrées, ne connaissent pas le terrain de Chinkiang. À l'exception d'un petit nombre de mousquets, ils ne sont armés que d'épées et de lances.
À 7 heures du matin, la troisième brigade britannique débarque près du mont Beigu et attaque la porte nord, protégée par les tirs d'artillerie lourde des navires de guerre britanniques. Les bannerets gardant la porte nord tirent immédiatement avec des mousquets, blessant deux capitaines britanniques, et démantèlent quelques remparts pour installer à la hâte une artillerie pour contre-attaquer. Après une bataille acharnée de plus d'une heure, l'artillerie des bannerets est détruite et les troupes britanniques se précipitent sur la batterie par le côté. Les défenseurs combattent alors les Britanniques sur les murailles de la ville.
Avant l'aube, la première brigade britannique débarque avec succès et occupe les hautes terres près de Jinshan. A 8 heures du matin, les Britanniques commencent leur attaque contre l'Armée de l'Étendard vert stationnée à l'extérieur de la ville. Les troupes ennemies avaient parcouru une longue distance pour renforcer la ville et étaient fatiguées de leur voyage et manquaient de nourriture. Après une bataille acharnée, elles sont vaincues. Le commandant de l'Armée de l'étendard vert aperçoit des incendies à l'intérieur de Chinkiang et pense que la ville est perdue. Il ordonne alors aux soldats restants de battre en retraite, et beaucoup désertent.
La porte ouest était l'objectif principal de l'attaque britannique contre la ville. Peu de temps après le début des affrontements entre la porte nord et la banlieue sud-ouest, la deuxième brigade britannique commence à attaquer la porte ouest. Les soldats des deux régiments occupent certaines maisons à l'extérieur de la ville, pour tirer sur la garnison de défense tout en restant à couvert. Pendant ce temps, un navire transportant des marines britanniques navigue le long du Canal jusqu'à la porte ouest, d'où ils prévoient d'attaquer la ville. La garnison de la porte ouest ouvre le feu sur l'armée britannique à terre et le corps des marines dans le Canal, blessant 16 marins, huit artilleurs et un officier, et forçant les Britanniques à se retirer du Canal en 10 minutes.
Après cela, l'armée britannique envoie 200 autres marines pour renforcer la force terrestre et renouveler l'attaque sur Chinkiang, après quoi ils occupent avec succès certains des bâtiments de la ville, menant de féroces batailles de rue avec les défenseurs. À midi, les Britanniques envoient une équipe de génie pour faire sauter la porte ouest avec de la poudre à canon. Au même moment, la troisième brigade britannique, occupant la porte nord, se précipite vers la porte ouest, et la défense Qing cède finalement. Au moins 40 officiers et soldats britanniques sont blessés ou tués dans les combats de rue.

## Conséquences
Les troupes britanniques comptent 37 tués, 128 blessés et trois disparus. Les troupes Qing, quant à elles, comptent 239 morts, 169 blessés et 73 disparus. Environ un tiers des soldats des Huit Bannières ont été tués, contre seulement environ un soldat sur cent de l'Armée de l'Étendard vert. Hai Ling est lynché par une foule de citadins après la bataille ou, selon d'autres chroniques, se serait suicidé avec sa famille. Après la bataille, des rumeurs circulent parmi la population selon lesquelles les Britanniques auraient empêché un massacre de traîtres réels ou présumés.
La nouvelle de la perte de Chinkiang parvient à l'empereur Daoguang le 27 juillet, et cette défaite l'incite à demander à ses officiels Keying et Niu Jian d'accepter les termes de paix ennemis. Avant la signature du traité de Nankin qui mettra fin à la guerre, les Britanniques poursuivent cependant leur avancée en capturant Nankin peu après la prise de Chinkiang.

## Galerie

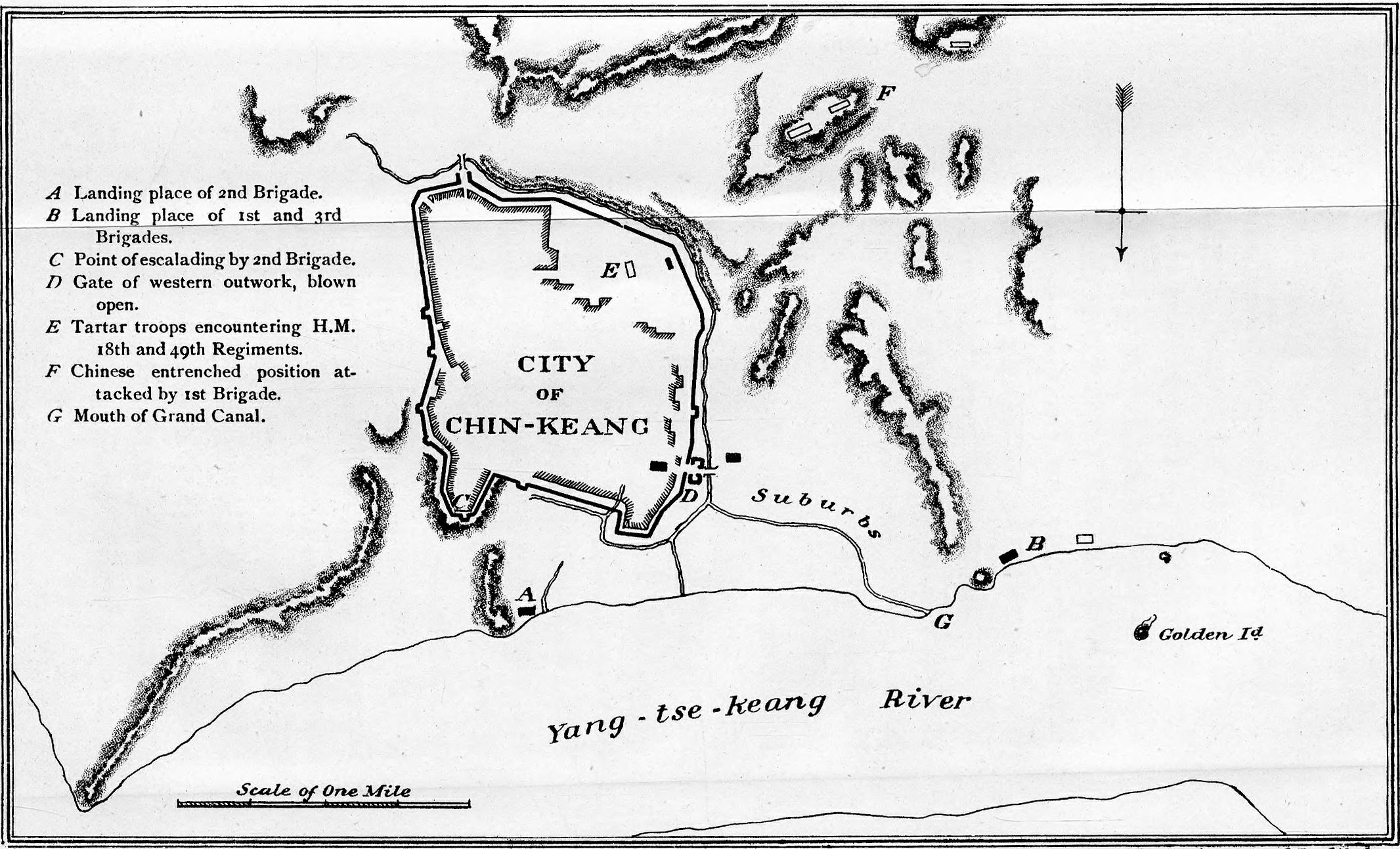
Plan de la bataille
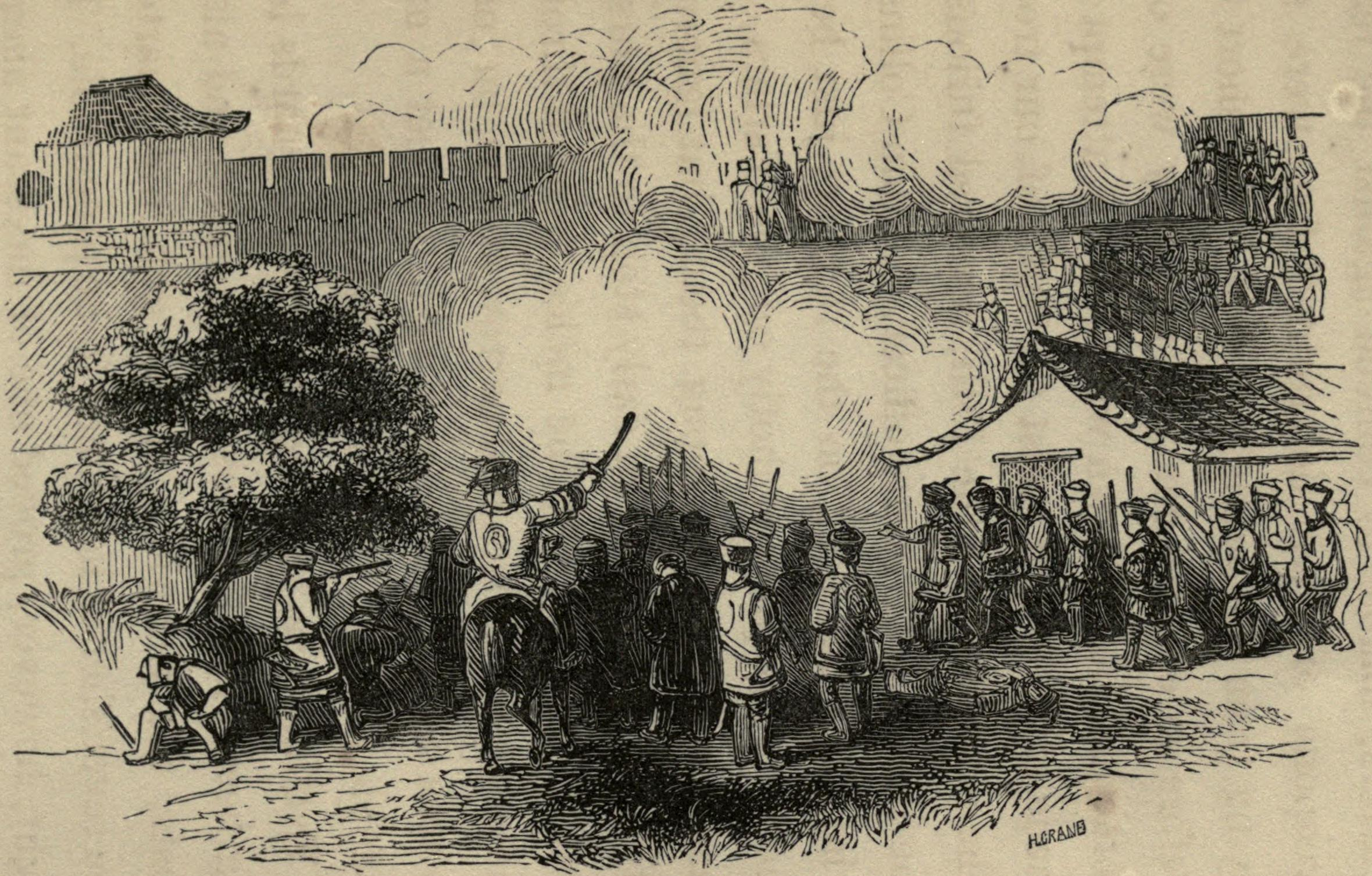
Ralliement des troupes mandchoues
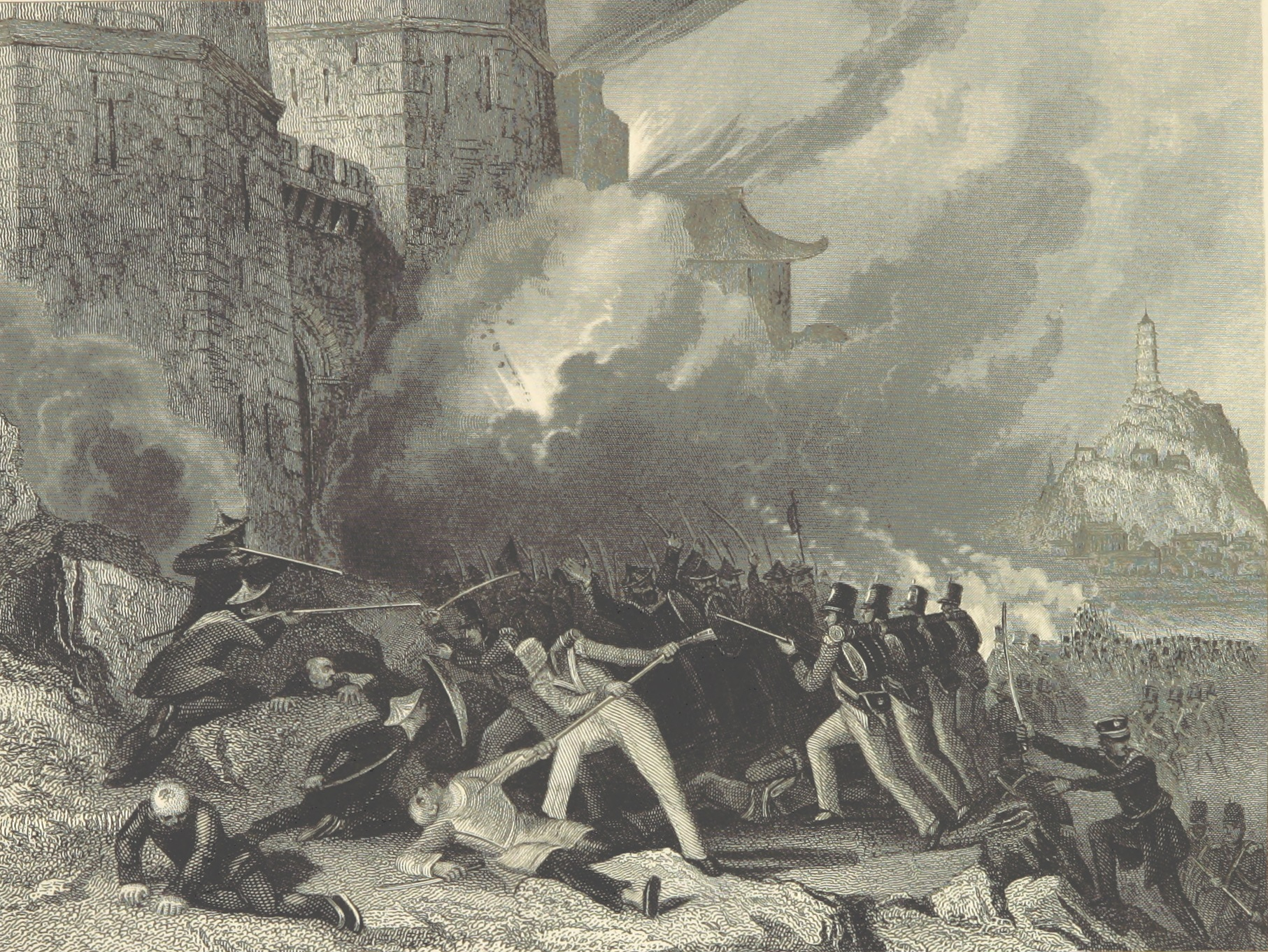
Affrontements à Chinkiang
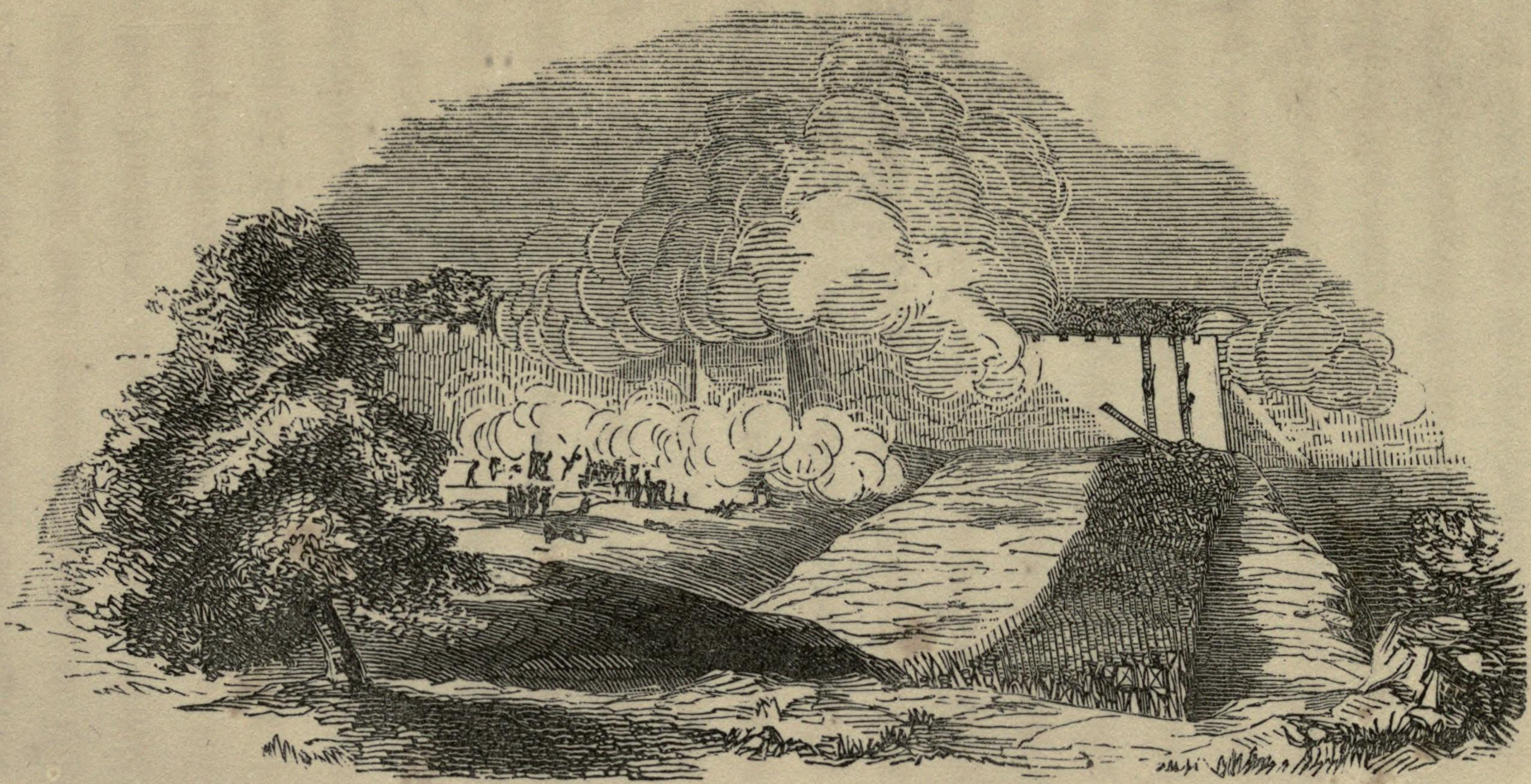
Escalade à Chinkiang
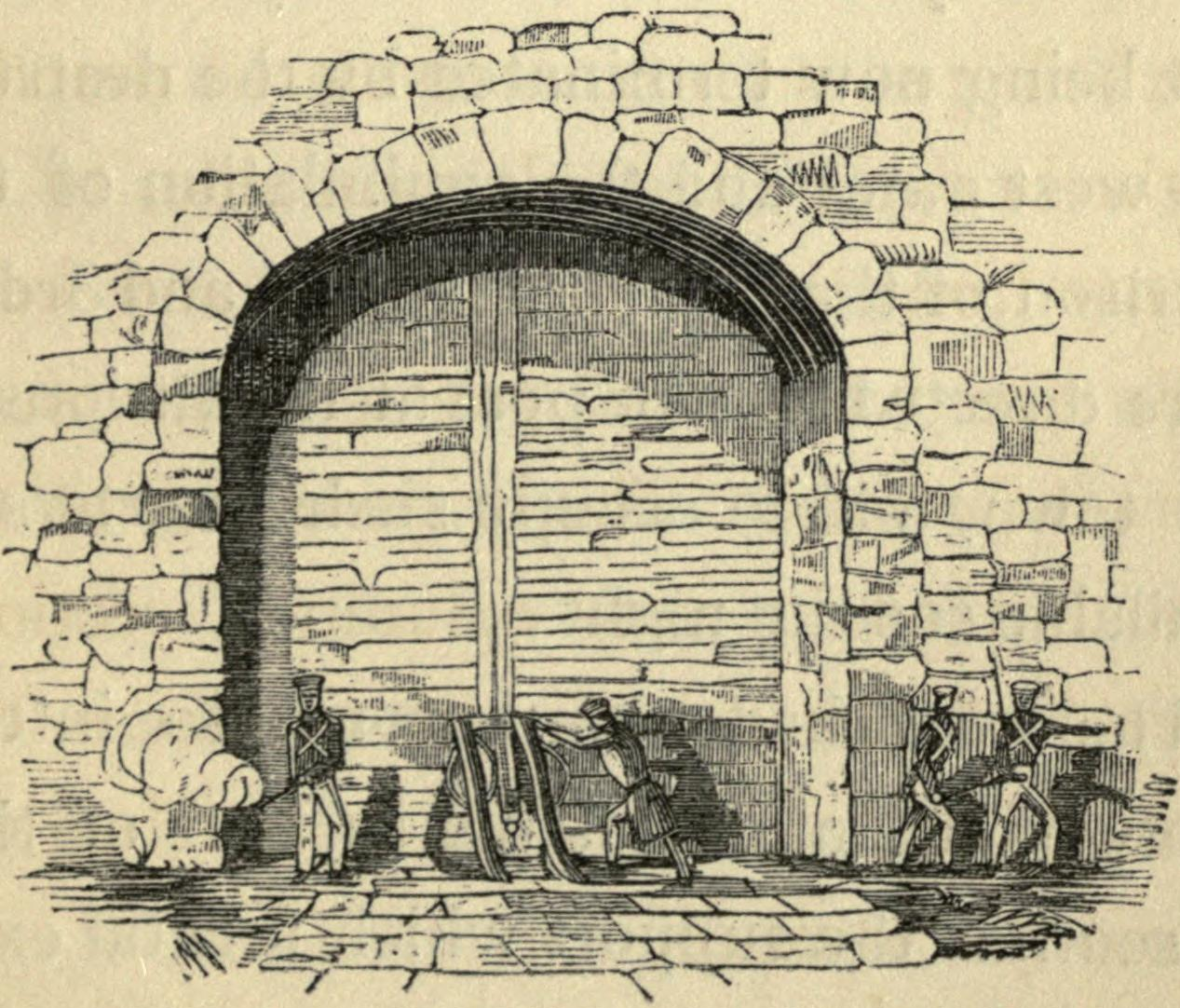
Des soldats britanniques se préparant à faire sauter la porte ouest
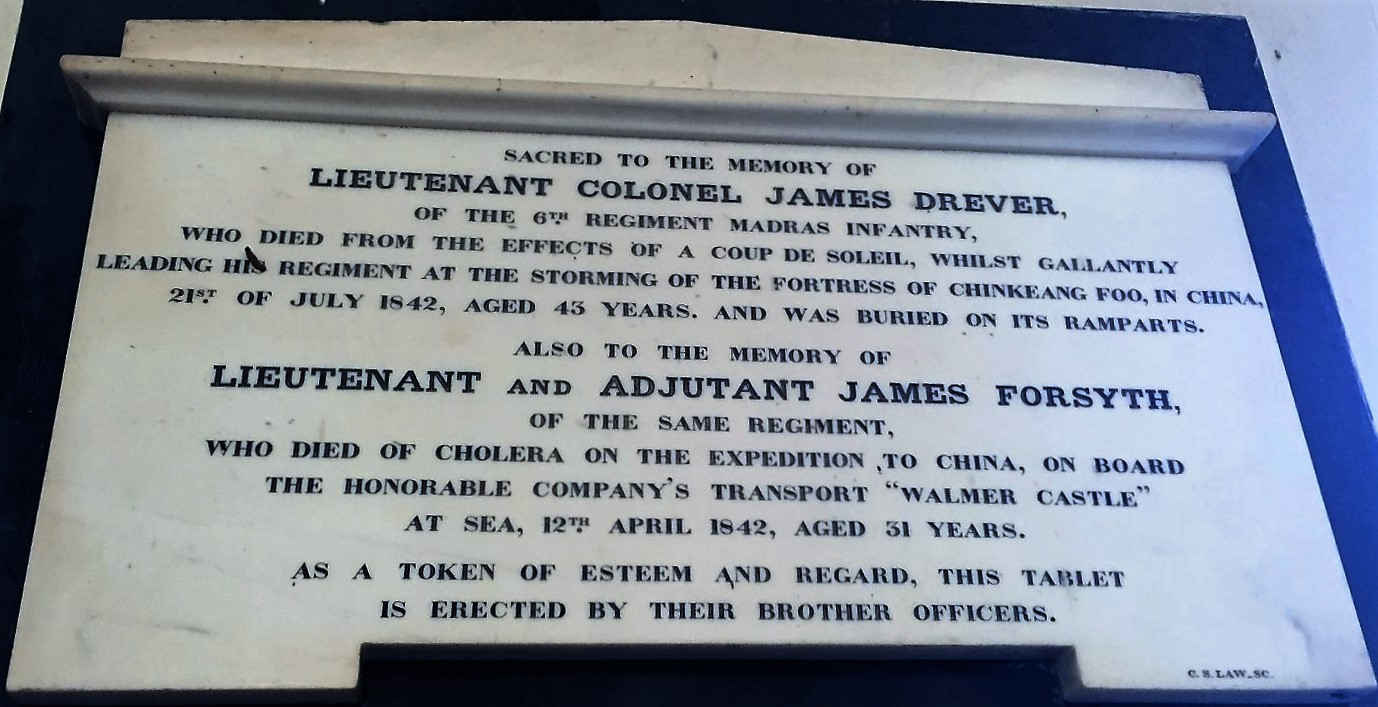
Mémorial de la bataille à la cathédrale Saint-Georges de Madras (en)